# Lagenocarpus tenuifolius
Lagenocarpus tenuifolius là loài thực vật có hoa trong họ Cói. Loài này được (Boeckeler) Kuntze mô tả khoa học đầu tiên năm 1891.